# اوسو-دونگ
اوسو-دونگ (به لاتین: Osoe-dong) یک منطقهٔ مسکونی در کره جنوبی است که در Gangseo District واقع شده‌است.